# 俄羅斯入侵烏克蘭的經濟影響
2022年俄羅斯入侵烏克蘭的經濟影響在2022年俄羅斯入侵烏克蘭之後開始。2022年2月下旬，在俄羅斯聯邦承認兩個烏克蘭分離地區的獨立地位，並授權對烏克蘭使用武力後，以美国为首的西方国家對俄羅斯實施了史上最嚴厲的經濟制裁，針對俄羅斯經濟的核心、俄羅斯寡頭以及俄羅斯政府官員。

## 背景
自2014年以來，俄羅斯因為吞併克里米亞而受到制裁，這對其經濟增長造成了損害。2020年至2021年期間因COVID-19引發的經濟衰退，以及2020年俄羅斯與沙烏地阿拉伯的石油價格戰也影響了俄羅斯經濟。就在入侵之前，俄羅斯遭受了額外制裁，而僅僅因為軍事集結就導致了股市暴跌。

## 金融、經濟和社會影響

### 股市、銀行業及盧布
2月24日，就在俄羅斯開始入侵烏克蘭的當天，第一輪經濟制裁立即生效，俄羅斯股市的RTS指數當日下跌39%，次日回升超過26%；然而在2月28日（星期一），莫斯科證券交易所因「發展態勢」休市一天。
隨著俄羅斯人爭相兌換貨幣，盧布跌至歷史新低。莫斯科和聖彼得堡兩個證券交易所均宣佈停止交易。俄羅斯中央銀行宣佈進行市場干預以穩定市場，這自2014年吞併克里米亞以來的首次。央行還將利率提高到20%，並禁止外國人出售當地證券。制裁使俄羅斯的主權財富基金面臨消失的風險。據報導，俄羅斯各城市的ATM前排起長隊，乃至將ATM的錢取空。
第二輪制裁將多家俄羅斯銀行從SWIFT中移除，並且對俄羅斯央行進行直接制裁。盧布兌美元的匯率下跌至30%，截至2月28日低至119盧布/1美元。俄羅斯央行將利率上調至20%，為平衡盧布的貶值，暫時關閉莫斯科證券交易所，且要求所有俄羅斯公司出售80%的外匯儲備、禁止外國投資者變賣其在俄羅斯的資產。
2月26日，据彭博社报道，在乌克兰战争的背景下，中国工商银行和中国银行正在限制对购买俄罗斯商品的融资。
2月28日，萬事達卡公司已阻止多家俄羅斯金融機構進入其支付網絡。2月28日，俄羅斯盧布兌美元滙率下跌近30%，一度跌至一美元兌120盧布水平。大量俄羅斯民眾於銀行和提款機提取現金。為抵銷俄羅斯盧布貶值風險，俄羅斯央行將關鍵利率從9.5%上幅提高至20%，以增加存款吸引力，並停止為非俄羅斯居民執行出售證券的指令。俄羅斯財政部同日強制要求企業出售80%的外匯收入。
3月3日，亚洲基础设施投资银行宣布暂停所有与俄罗斯和白俄罗斯相关的活动。金砖国家新开发银行也宣布暂停在俄罗斯的交易。
3月份，卢布逐渐恢复到战前一美元兑换约80卢布的汇率，部分原因是西方公司对天然气和石油的需求增加了，因为他们担心俄罗斯的资源可能会被禁止购买，其它原因包括，俄罗斯采取的各种旨在支撑货币的经济措施。
8月份，俄羅斯中央銀行发布未来3年经济政策的风险报告，预计2022和2023年的GDP将分别萎缩4%-6%和1%-4%，要到2025年才能恢复到 1.5%-2.5%的潜在增长率。
2024年11月21日， 美国对50多家俄罗斯银行实施新一轮制裁，导致卢布进一步贬值，卢布兑美元跌破2022年3月以来的新低。

### 能源和石油
由於俄羅斯入侵烏克蘭，布倫特原油價格自2014年以來首次短暫升至每桶100美元以上，隨後部分回落。自2月22日首次制裁俄羅斯、至2月28日開始制裁俄羅斯央行這段時期，西德克薩斯中間基原油（WTI）和布倫特原油的價格共上漲大約5美元/桶。
2月27日，俄羅斯最大的單一外國投資者BP宣佈退出俄羅斯石油（Rosneft）的持股；BP是世界七大石油和天然氣公司之一。Rosneft的權益包括BP約一半的石油和天然氣儲量以及三分之一的產量。撤資可能使公司損失高達250億美元，分析師指出，BP不太可能收回這筆成本的零頭。同一天，全球最大的主權財富基金挪威政府養老基金宣布將剝離其俄羅斯資產。該基金擁有約250億挪威克朗（28.3億美元）的俄羅斯公司股票和政府債券。
2月28日，加拿大政府因俄羅斯入侵烏克蘭而宣布禁止由俄羅斯進口原油。
3月2日，在倫敦上市的俄羅斯天然氣工業股份公司、俄羅斯石油公司和盧克石油公司的股票分別下跌了今年迄今價值的 99.2%、88.1% 和 99.6%。 2021年9月，盧克石油和俄羅斯石油公司的總市值為1400億美元，到3月2日，它們的總市值僅為93億美元，市值蒸發了1300億美元。
諮詢公司Energy Aspects估計，由於歐洲出口市場轉從中東尋找原油，多達70%的俄羅斯原油正在「努力尋找買家」。另外，由於黑海附近正在爆發戰爭，大型航運公司要求為從俄羅斯主要石油出口港新羅西斯克碼頭取貨的油輪提供戰爭保險。
3月8日，美國總統喬·拜登宣布禁止從俄羅斯進口石油，並告訴記者「我們將禁止所有俄羅斯石油和天然氣能源的進口。這意味著美國港口將不再接受俄羅斯石油，美國人民將對普京的戰爭機器進行又一次強而有力的打擊。」
俄罗斯天然气工业股份公司表示，1月至4月，俄罗斯向欧盟国家和土耳其输送的天然气大幅下降，而向中国输送的天然气大幅上升。
為擺脫對俄羅斯石油依賴，4月，美国国务院同意意大利埃尼公司和西班牙莱普索尔公司恢复往欧洲运输委内瑞拉石油。
《华尔街邮报》于4月22日的报道中提到，一些来源于俄罗斯港口但目的地不明的油轮大幅增加，被推测是通过在海上与载有其他原产地原油的油轮进行转运装卸，来模糊原产地以规避对俄罗斯原油出口的制裁。6月22日，由於俄羅斯降低北溪天然氣管道供氣，德國政府宣布進入天然氣供應緊急計劃的第二階段。

### 更廣泛的經濟影響

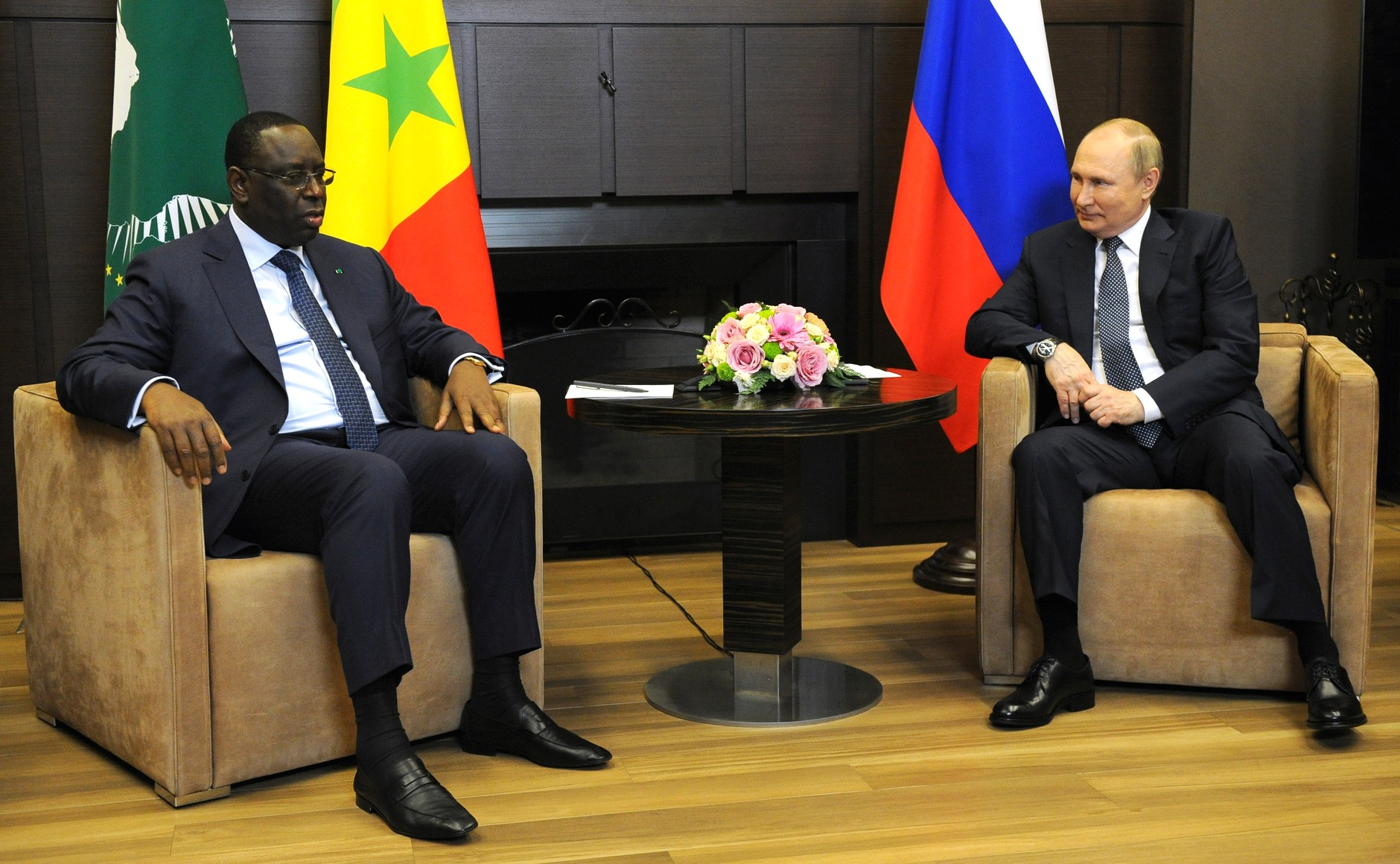
2022年6月3日，普京在索契会见了非洲联盟主席麦基·萨勒，讨论从俄罗斯和乌克兰向非洲运送粮食的问题。

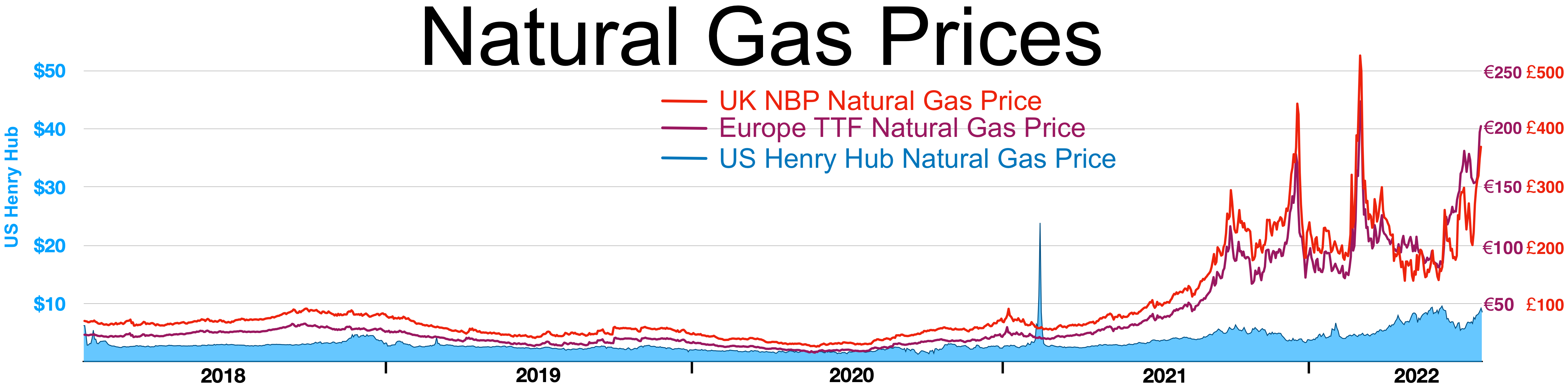
欧美天然气价格
Europe TTF natural gas prices
United States Henry Hub natural gas prices
National Balancing Point NBP (UK) natural gas prices

此次入侵使小麥價格飆升至2008年以來的新高。俄羅斯是最大小麥出口國，烏克蘭是玉米和小麥的第四大出口國，也是世界最大的葵花籽油出口國，俄羅斯和烏克蘭的出口合計佔世界小麥供應量的29%和世界葵花油出口量的75%。基準芝加哥期貨交易所3月小麥期貨合約於2月25日升至2012年以來的最高價格，玉米和大豆價格也飆升。美國麵包師協會主席警告說，所有穀物市場都是相互關聯的，因此任何用穀物製品的價格都將開始上漲。富國銀行首席農業經濟學家表示，烏克蘭在2022年春季種植農作物的能力可能會受到嚴重限制，並失去一個農業年度，而對俄羅斯農作物的禁運將導致食品價格進一步上漲。即使戰鬥已經停止，恢復作物生產能力也可能需要數年時間。衝突導致的小麥價格飆升給埃及等高度依賴俄羅斯和烏克蘭小麥出口的國家帶來了壓力，並引發了對社會動蕩的擔憂。2月24日，中國宣布將取消對俄羅斯小麥的所有限制，《南華早報》稱這是俄羅斯經濟的潛在「生命線」。另外全球的煤炭价格也因為衝突而大漲。
國際貨幣基金組織（IMF）總裁克里斯塔利娜·格奥尔基耶娃警告說，衝突對該地區和國際社會構成重大經濟風險；她還補充說，IMF可以幫助其他受衝突影響的國家，作為為援助烏克蘭而準備的22億美元貸款計劃的補充。世界銀行行長戴维·马尔帕斯表示，這場衝突將產生深遠的經濟和社會影響，並報告稱，世行正在準備為烏克蘭和該地區提供重大經濟和財政支持的備選方案。
由於烏克蘭是氖气生產大國，俄烏衝突嚴重影響了氖气供應以及芯片生產，英國的二手車價格也因此大漲。根據英国国家统计局公布的数据显示，3月份英国通货膨胀率飙升至7%，为近30年来新高。美國的3月CPI同樣創下40年來新高。
不過由於俄羅斯推行盧布結算令，盧布對美元和歐盟匯率上漲。2022年5月23日，卢布对欧元汇率突破59比1，创下自2015年6月以来的新高。
俄乌冲突爆发以来，能源和商品价格上涨导致欧元区出現一定的通胀。2022年3月，欧元区整体通胀率创下历史最大增幅。2022年5月德国和西班牙等多個歐元區國家通胀水平上涨。意大利的通胀率升至1991年以来的最高水平。
2022年6月，俄罗斯自1998年以来首次出现债务违约。
2022年10月，欧元区19个国家的通胀率达10.7%。这是自1997年有记录以来，欧元区通胀率首次超过10%的门槛。
2024年7月10日，俄罗斯汽车经销商协会抱怨，由于美国制裁导致俄罗斯和中国之间的付款问题，对过去两年供应国内市场的俄罗斯进口中国汽车构成了严重问题，主因是美国对促进与俄罗斯贸易的中国银行实施二级制裁的威胁阻碍了大型银行的行动，导致所有资金都被转移到二手和三手银行或不能流通，在购买备件方面也面临额外的成本。

### 企業抵制及取消服務
- UPS、FedEx和DHL宣布將停止向俄羅斯和烏克蘭發貨。[70] 跨國航運公司快桅和地中海航運宣佈將暫停往返俄羅斯的任何貨櫃箱運輸。[71]
- 迪士尼、[72]Netflix 、[73]派拉蒙影業、環球影業、[74]索尼娛樂、[75]華納媒體/華納兄弟和Tik Tok宣佈限制俄語內容，以及禁止俄羅斯用戶使用服務。[76]
- 世界上最大的乳製品生產商之一恆天然暫停向俄羅斯運送其所有乳製品。[77]
- 蘋果公司停止在俄羅斯的產品售賣。
- 三星公司中斷對俄羅斯的產品運送。
- 麥當勞、可口可樂和星巴克聯合停止在俄羅斯的售賣。
- 美國芯片生產商、世界上第二大的半導體公司英特爾3月已停止向俄羅斯及白俄羅斯客戶交付貨品。4月初公布，其停止在俄羅斯的商業營運。[78]

## 粮食影响
欧盟委员会主席乌尔苏拉·冯德莱恩于2022年5月24日在达沃斯经济论坛向全球领导人发出警告，俄罗斯正在将粮食供应武器化，就像对能源供应所做的一样。冯德莱恩表示，克里姆林宫的军队正在没收乌克兰的粮食库存和机器，其俄罗斯大炮正在故意轰炸乌克兰各地的粮食仓库，而在黑海的俄罗斯军舰正在封锁装满小麦和葵花籽。俄罗斯军队已经封锁了黑海和亚速海的大约十几个乌克兰港口。冯德莱恩指出说，随着全球食品价格上涨，尤其是小麦和食用油等基本商品的价格上涨，乌克兰是这两种商品的主要生产国和出口国，这些影响的后果显而易见。她举例，来自敖德萨的食品无法运到索马里，导致黎巴嫩的面包价格上涨了70%。除此之外，俄罗斯正在囤积自己的食品出口，以此作为敲诈的一种形式，以提高全球粮食价格。

## 经济评价
2024年1月25日，瑞典经济学家安德斯·艾斯侖德评估俄罗斯对乌克兰战争的经济和金融方面，据他观察，乌克兰国家整体经济运转得非常好。他介绍，在首都基辅的居民生活正常，但也看到了许多纪念数千名战争受害者的纪念场所，这提醒了人们正在发生的事情。他补充道，乌克兰有关当局的「非常规的财政和货币控制」在发挥了重要作用。因为根据国际货币基金组织的数据，乌克兰去年的税收收入增长了23%，乌克兰也没有国家雇员支付养老金和工资的债务。另外，他指出黑海对于乌克兰可以自己出口谷物「至关重要」，而这归功于英国提供的“风暴之影”远程导弹成功地驱逐俄罗斯黑海舰队对该区域影响。他表示，唯一担忧的是乌克兰公司对不忠于国家的企业进行国有化的进程，可能伤害乌克兰的公司形象。安德斯·阿斯伦德也明确指出，一些人把乌克兰阿富汗的财务管理比较是不合适的，因为不存在预算援助被盗窃的例子，他对于乌克兰的反腐败斗争给予积极评价。
2024年4月，国际货币基金组织预测2024年俄罗斯经济增长预计为3.2%，显著超过英国、法国和德国等欧洲国家。2025年2月，根据俄罗斯官方公布的数据，2024年俄罗斯经济增长了4.1%。法新社指出部分观察人士认为俄罗斯经济增长将在2025年大幅放缓。尽管俄罗斯面临经济制裁，但俄罗斯的经济表现高于许多人预期。